# Капацій Роман Володимирович
Рома́н Володи́мирович Капацій (8 квітня 1979, с. Оболонь, Семенівський район, Полтавська область, Українська РСР — 11 грудня 2015, Київ, Україна) — солдат Збройних сил України, учасник війни на сході України (28-а окрема механізована бригада, м. Одеса, розвідник).

## Життєпис
Пройшов строкову військову службу у Збройних Силах України. Після служби працював механізатором.
У березні 2015 року, під час війни на сході України, був мобілізований.
31 травня 2015 року, виконуючи завдання командування, поблизу міста Мар'їнки Донецької області потрапив у полон, в бою загинули майор Дмитро Васильєв та старший солдат Віктор Волкодав. У полоні перебував 32 дні, під час якого закатований бойовиками до коми, після чого переданий на підконтрольну територію України. Не дожив до операції у Німеччині.
Похований за місцем народження, у с. Оболонь.
По смерті залишились дружина та шестеро дітей.

## Нагороди та вшанування
- Указом Президента України № 291/2016 від 4 липня 2016 року «за особисту мужність і високий професіоналізм, виявлені у захисті державного суверенітету та територіальної цілісності України, вірність військовій присязі» нагороджений орденом «За мужність» III ступеня (посмертно)[2].
- 27 березня 2017 року у селі Великі Сорочинці Миргородського району відбулося урочисте відкриття меморіальної дошки Роману Капацію[3].
- За зразкове виконання військового і громадянського обов'язку, мужність і героїзм, виявлені у захисті державного суверенітету та територіальної цілісності України, занесений до Книги Пошани Полтавської обласної ради (посмертно)[4].
- Вшановується в меморіальному комплексі «Зала пам'яті», в щоденному ранковому церемоніалі 11 грудня[5][6].